# Conscienciosidade
Conscienciosidade é o traço de personalidade de ser cuidadoso ou diligente. A conscienciosidade implica o desejo de executar bem uma tarefa e levar a sério as obrigações para com os outros. Pessoas conscienciosas tendem a ser eficientes e organizadas, em oposição a descontraídas e desordenadas. Eles exibem uma tendência a mostrar autodisciplina, agir obedientemente e almejar a conquista; eles exibem comportamento planejado, e não espontâneo; e eles geralmente são confiáveis. Ela se manifesta em comportamentos característicos, como ser elegante e sistemático; incluindo também elementos como cuidado, rigor e deliberação (a tendência de pensar cuidadosamente antes de agir).
A conscienciosidade é uma das cinco características do Modelo dos Cinco Fatores e do modelo de personalidade HEXACO e é um aspecto do que tradicionalmente se refere a ter caráter. Indivíduos conscientes são geralmente trabalhadores e confiáveis. É provável que também sejam conformistas. Quando levados ao extremo, eles também podem ser "viciados em trabalho", perfeccionistas e compulsivos em seu comportamento. Pessoas com baixa pontuação em conscienciosidade tendem a ser descontraídas, menos orientadas para objetivos e menos motivadas pelo sucesso; eles também são mais propensos a se envolver em comportamento antissocial e criminal.

## Modelos de personalidade
A conscienciosidade é uma das cinco principais dimensões do modelo Big Five (também chamado Modelo dos Cinco Fatores) da personalidade, que também consiste em extroversão, neuroticismo, abertura à experiência e agradabilidade (sigla OCEAN). Dois dos muitos testes de personalidade que avaliam essas características são o NEO PI-R de Costa e do McCrae e o NEO-IPIP de Goldberg. De acordo com esses modelos, a conscienciosidade é considerada uma dimensão contínua da personalidade, e não um 'tipo' categórico de pessoa.
Na estrutura do NEO, a conscienciosidade é vista como tendo seis facetas: Competência, Ordem, Obediência, Esforço de Realização, Autodisciplina e Deliberação. Outros modelos sugerem um conjunto menor de dois "aspectos": ordem e diligência forma um nível intermédio de organização, com organização associada com o desejo de manter as coisas organizadas e arrumado e ser laboriosidade mais associados com a produtividade e ética de trabalho.

## Origem
Termos como 'trabalhador', 'confiável' e 'perseverante' descrevem aspectos desejáveis do caráter. Como se acreditava ser uma avaliação moral, a conscienciosidade era negligenciada como um atributo psicológico real. A realidade das diferenças individuais de conscienciosidade foi agora claramente estabelecida por estudos de concordância entre observadores. As avaliações de pares e especialistas confirmam os autorrelatos que as pessoas fazem sobre seus graus de conscienciosidade. Elevados níveis de conscienciosidade estão associados ao sucesso acadêmico. Pais e comunidades influenciam a maneira como a conscienciocidade é expressa, mas aparentemente eles não influenciam seu nível.

## Geografia

### Estados Unidos
Os níveis médios de conscienciosidade variam de acordo com o estado nos Estados Unidos. As pessoas que vivem na parte central, incluindo os estados de Kansas, Nebraska, Oklahoma e Missouri, tendem a ter pontuações mais altas, em média, do que as que vivem em outras regiões. As pessoas nos estados do sudoeste do Novo México, Utah e Arizona também têm pontuações médias relativamente altas em conscienciocidade. Entre os estados do leste, a Flórida é a única que está entre os dez primeiros nesse traço de personalidade. Os quatro estados com as pontuações mais baixas em conscienciocidade foram, em ordem decrescente, Rhode Island, Havaí, Maine e Alasca.

### Grã Bretanha
Uma pesquisa em larga escala com residentes da Grã-Bretanha descobriu que os níveis médios de todos os cinco grandes (Big Five), incluindo a conscienciocidade, variam entre os distritos regionais da Inglaterra, país de Gales e Escócia. Altos níveis de conscienciosidade foram encontrados em grande parte do sul da Inglaterra, áreas dispersas de Midlands e na maioria das Terras Altas da Escócia. Baixos níveis de conscienciocidade foram observados em Londres, País de Gales e partes do norte da Inglaterra. Níveis médios mais altos de conscienciocidade regional foram correlacionados positivamente com o voto no Partido Conservador e negativamente com o voto no Partido Trabalhista, nas eleições de 2005 e 2010, e também com maior proporção de residentes casados, com maior expectativa de vida para homens. e mulheres, menos problemas de saúde a longo prazo e com menores taxas de mortalidade por acidente vascular cerebral, câncer e doenças cardíacas. Maior conscienciocidade regional também foi correlacionada com menor renda mediana anual em 2011.